# Перник (община)
Пе́рник (болг. Община Перник) — община в Болгарии. Входит в состав Перникской области. Население составляет 101 631 человек (на 15 июля 2008 года).

## Состав общины
В состав общины входят следующие населённые пункты:
1. Батановци
2. Богдановдол
3. Боснек
4. Вискяр
5. Витановци
6. Големо-Бучино
7. Дивотино
8. Драгичево
9. Зидарци
10. Кладница
11. Кралев-Дол
12. Лесковец
13. Люлин
14. Мештица
15. Перник
16. Планиница
17. Радуй
18. Расник
19. Рударци
20. Селиштен-Дол
21. Студена
22. Черна-Гора
23. Чуйпетлово
24. Ярджиловци

## Политическая ситуация
Кмет (мэр) общины Перник — Росица Йорданова Янакиева (коалиция в составе 2 партий: Болгарская социал-демократия (БСД), Болгарская социалистическая партия (БСП)) по результатам выборов в правление общины.